# Турья Быстрая
Ту́рья Бы́страя (укр. Тур'я Бистра) — село в Турье-Реметовской сельской общине Ужгородского района Закарпатской области Украины.
Население по переписи 2001 года составляло 1453 человека. Почтовый индекс — 89231. Телефонный код — 3145. Занимает площадь 2,704 км². Код КОАТУУ — 2123285001.

## Известные уроженцы
- Ириней Легеза (1861—1922) — закарпатский писатель и общественный деятель.